# Jessica Walker
Jessica Walker (Brighton, 24 de junio de 1990) es una deportista británica que compite en piragüismo en la modalidad de aguas tranquilas. Ganó 3 medallas en el Campeonato Europeo de Piragüismo entre los años 2009 y 2016.

## Palmarés internacional
| Campeonato Europeo | Campeonato Europeo     | Campeonato Europeo | Campeonato Europeo |
| Año                | Lugar                  | Medalla            | Competición        |
| ------------------ | ---------------------- | ------------------ | ------------------ |
| 2009               | Brandeburgo (Alemania) | Medalla de bronce  | K4 200 m           |
| 2014               | Brandeburgo (Alemania) | Medalla de bronce  | K2 200 m           |
| 2016               | Moscú (Rusia)          | Medalla de plata   | K1 200 m           |